# Vybírání odpadků

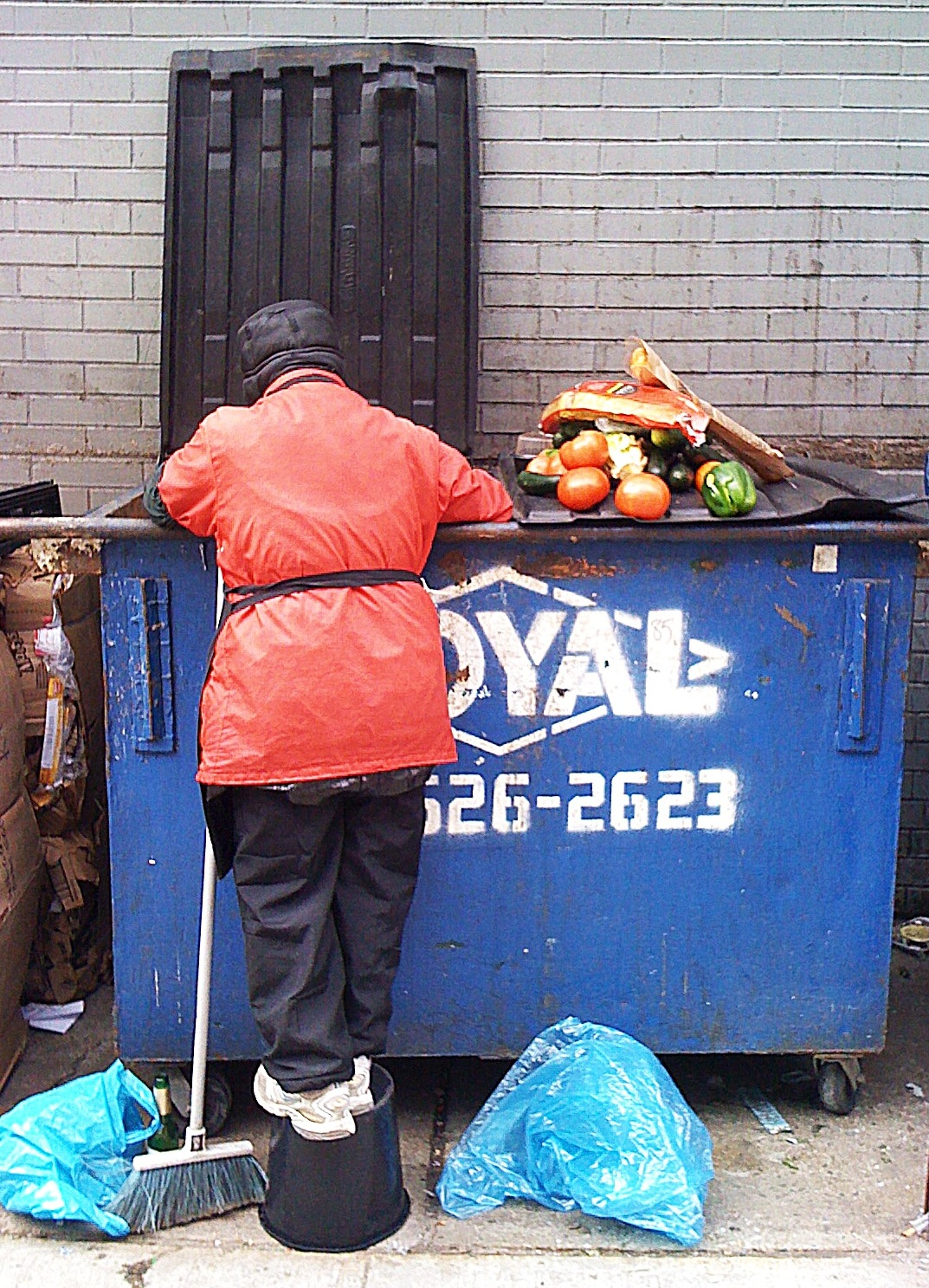
Vybírání popelnic, New York

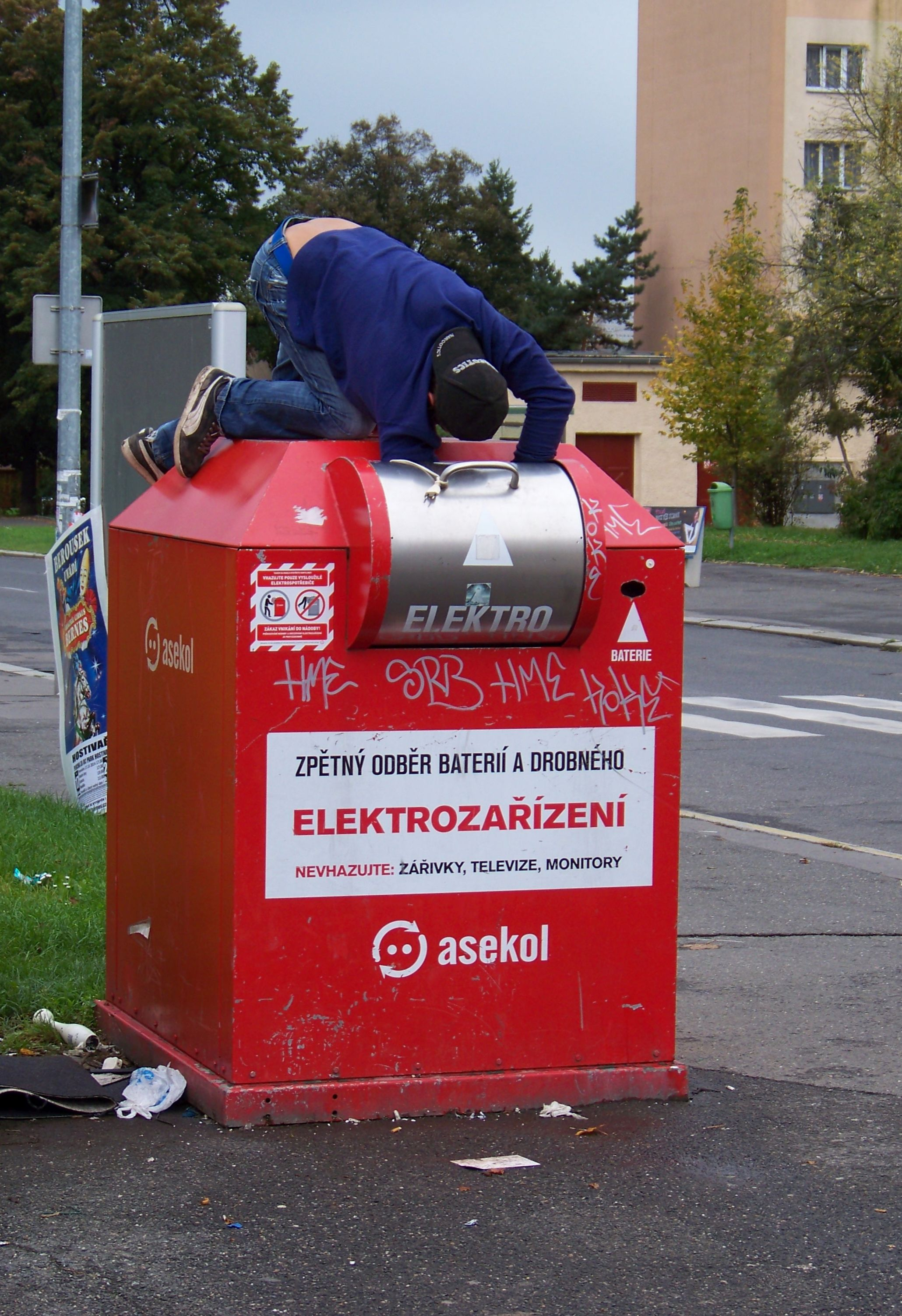
Vybírač elektroodpadu v Praze

Vybírání odpadků (vybírání popelnic, vybírání kontejnerů, dnes populárně jako dumpster diving nebo skipping) je prohledávání odpadu a přisvojování si cenných věcí v něm nalezených. Může jít buď o způsob, jak si chudí lidé (zejména bezdomovci) zajišťují základní životní potřeby, o výdělečnou činnost v oblasti recyklace odpadu i protest proti konzumnímu způsobu života a snaha o šetření zdroji (viz tzv. freegani). Z právního hlediska se na vybírání odpadků pohlíží různě v různých zemích a v různých situacích (např. z hlediska místa uložení odpadu). V Česku se tato činnost obvykle hodnotí jako přestupek nebo krádež, pokud hodnota věcí přesáhne 5 000 korun, často však bývá tolerována.
Na vybírání odpadků lze pohlížet jako na moderní obdobu paběrkování – zavedenou praxi v zemědělských společnostech, kdy je chudým přenechávána okrajová část úrody nižší kvality, kterou se hospodáři ani nevyplácí sklízet.

## Praxe
Odpad velmi často vybírají lidé bez domova s cílem získat zdroj obživy - ti se soustředí jak na směsný odpad z domácností, tak odpad ze supermarketů. U některých lidí může vybírání odpadu z domácností souviset s obsedantním hromaděním věcí. Specifickou kapitolou jsou pak lidé s anarchistickou politickou orientací, freegani nebo další lidé, kteří se zabývají především cíleným vybíráním stále konzumovatelného jídla vyhozeného obchodními řetězci a tím tak pomoci omezit jeho plýtváním. Tato činnost pak volně přechází v rámci filozofie freeganství i k záchraně znovupoužitelných nebo opravitelných věcí.
Freegani a další "dumpster diveři" také často dodržují striktnější pravidla při sběru odpadu, jelikož nemusí jít nutně o jejich jediný zdroj obživy - z hygienických důvodů berou hlavně neznečištěné potraviny v obalech (nebo ve šlupkách), používají ochranné pomůcky (rukavice) apod. Získané jídlo nebo věci neberou vždy pouze pro vlastní spotřebu, předávají je i do charitativních organizací nebo volně lidem na lépe dostupná místa.

## Legalita
Vybírání popelnic (dnes populárně dumpster diving) je z hlediska práva problematickou aktivitou. V ČR je dle Zákona o odpadech obsah kontejnerů stále soukromým vlastnictvím a jeho odcizení je klasifikováno jako krádež. Zákonu také tato činnost odporuje, pokud dotyčný v rámci ní pronikne na soukromý pozemek přes překážku, která jasně zamezuje vstupu (přelezení plotu, vylomení zámku apod.). Stejná situace je například v Německu, kde je odpad také stále soukromým vlastnictvím.
V USA je situace opačná - podle slavného soudního rozhodnutí California vs. Greenwood z roku 1988 je odpad veřejným majetkem, neboť jeho majitel se ho záměrně vzdal. O toto rozhodnutí se tak často tzv. "dumpster diveři" opírají. V některých státech ale může toto rozhodnutí opět kolidovat se vstupem na soukromý pozemek nebo s lokálními vyhláškami o vybírání odpadu.